# Renato Soru
Renato Soru (Sanluri, Sardenha, 6 de agosto de 1957) é um empresário e político italiano, foi fundador da empresa de telecomunicação e provedor de acesso Tiscali e presidente da região autônoma da Sardenha entre 2004 e fevereiro de 2009.